# Tebat Pacur
Tebat Pacur is een bestuurslaag in het regentschap Bengkulu Utara van de provincie Bengkulu, Indonesië. Tebat Pacur telt 534 inwoners (volkstelling 2010).